# Linnea Liljegärd
Linnea Liljegärd, född 8 december 1988 i Vårgårda, är en svensk fotbollsspelare (anfallare) som är spelande tränare för Bergdalens IK. Hon har tidigare spelat för bland annat Falköpings KIK och Kopparbergs/Göteborg FC.

## Klubbkarriär
Liljegärd började spela fotboll i Skogsbygdens IF när hon var 4,5 år. Som 14-åring gick Liljegärd till Falköpings KIK, där hon spelade i Damallsvenskan under säsongen 2007.
2008 gick Liljegärd till Kopparbergs/Göteborg FC. Hon vann Damallsvenskans skytteliga 2009 med 22 mål på 22 spelade matcher. På Fotbollsgalan samma år fick hon utmärkelserna Årets genombrott och Årets forward.
I september 2012 skrev Liljegärd på för ryska Rossijanka. Den 1 februari 2013 meddelade Liljegärd att hon brutit sitt kontrakt. I mars 2013 skrev Liljegärd på för norska Avaldsnes. I augusti 2013 gick hon till Kristianstads DFF.
Efter säsongen 2014 meddelade Liljegärd att hon avslutade sin spelarkarriär. Inför säsongen 2015 fick Liljegärd en roll i division 2-klubben Bergdalens IK som spelande tränare. Hon spelade 14 matcher och gjorde nio mål under säsongen 2015 då Bergdalens IK slutade på första plats och blev uppflyttade till Division 1.

## Landslagskarriär
Den 28 juli 2009 togs Liljegärd ut i den svenska truppen till EM i Finland 2009. Liljegärd var den i truppen med minst landslagserfarenhet. Hon hade spelat en landskamp i en träningsmatch mot Norge den 31 januari 2009 och spelade ytterligare tre matcher före och under EM, samtliga matcher som inhoppare i andra halvlek. 

## Meriter
- Skyttedrottning i Damallsvenskan: 2009
- Årets genombrott: 2009
- Årets forward: 2009